# Pabineau 11
Pabineau 11 est une réserve indienne du comté de Gloucester, au nord-est de la province canadienne du Nouveau-Brunswick.

## Toponyme

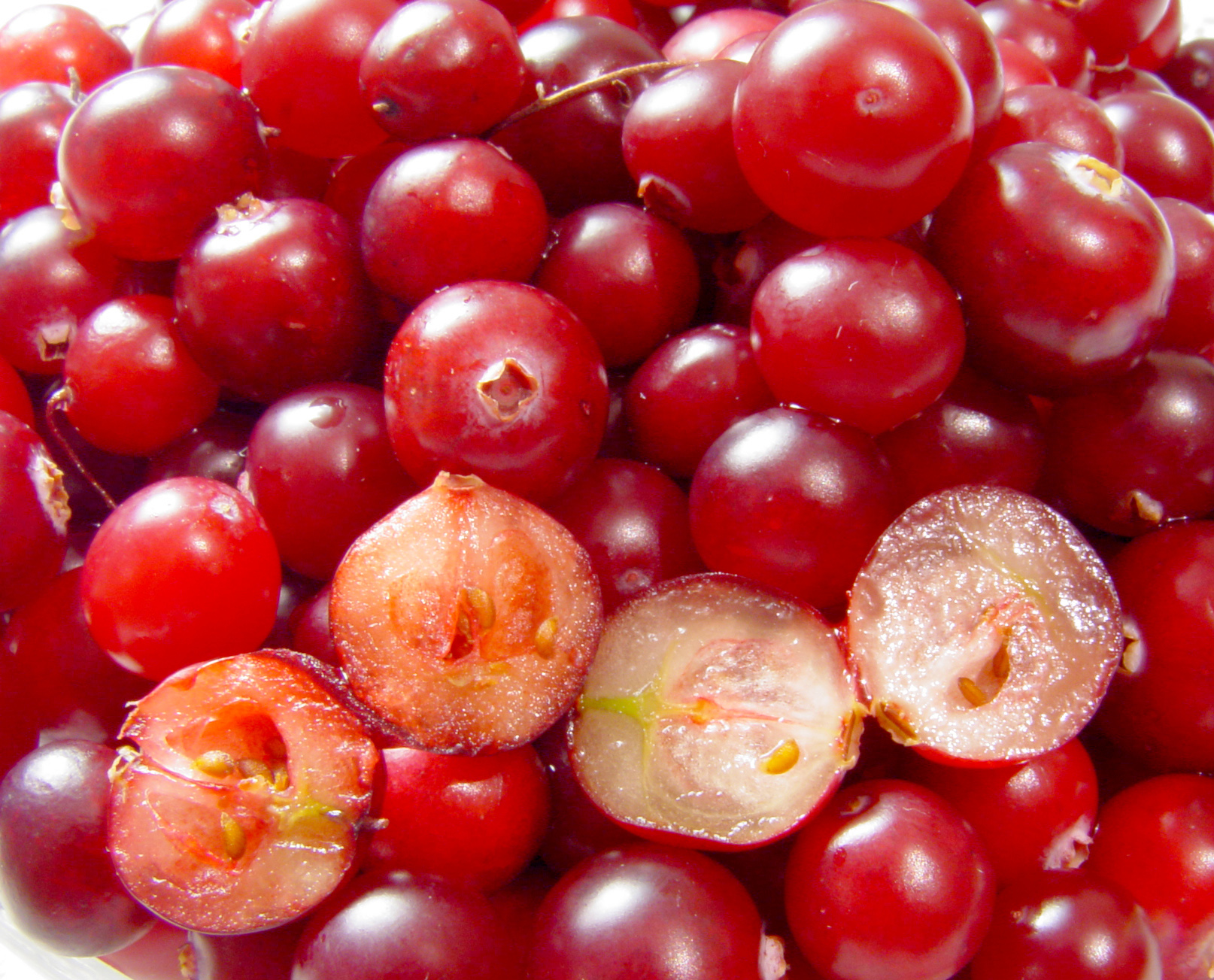
Des canneberges.

Pabineau est nommé ainsi d'après la rivière Pabineau, dont le nom originaire de Pabina signifie petit buisson de canneberges en langue micmaque.

## Géographie
Pabineau 11 est situé au bord de la rivière Népisiguit. Le village est desservi par la route 430 ainsi que par le chemin de fer de la côte est du Nouveau-Brunswick.
Les chutes Pabineau, d'une hauteur de 3 mètres, sont accessibles à partir d'un chemin de terre longeant la rivière Nipisiguit.

## Histoire
La seigneurie de Népisiguit est concédée en 19 mars 1691 au Sieur Jean Gobin, un marchand de Québec; elle avait un territoire long de 12 lieues et profond de 10 lieues, à partir du littoral de la baie et probablement centré sur la rivière Népisiguit ce qui, selon William Francis Ganong, inclut Pabineau. Gobin donne la seigneurie à Richard Denys de Fronsac. La seigneurie, par l'héritage à sa femme, tombe aux mains de Rey-Gaillard, qui la possédait en 1753. Cooney parle d'une concession à un certain Enaud, qui est vraisemblablement Philippe Hesnault, seigneur de Pokemouche et peut-être agent de Gobin.
En 1825, le territoire est touché par les Grands feux de la Miramichi, qui dévastent entre 10 000 km2 et 20 000 km2 dans le centre et le nord-est de la province et tuent en tout plus de 280 personnes,.

## Administration

### Conseil de bande
| Mandat      | Fonctions   | Nom(s)                                                    |
| ----------- | ----------- | --------------------------------------------------------- |
| 2010 - 2012 | Chef        | David Peter-Paul                                          |
| 2010 - 2012 | Conseillers | Barbara Mary-Theresa Calderone, Edmond Fisher Richardson. |

|  | Indépendant | 2010- | David Peter-Paul |

### Représentation
Nouveau-Brunswick : Pabineau fait partie de la circonscription de Nepisiguit, qui est représentée à l'Assemblée législative du Nouveau-Brunswick par Ryan Riordon, du Parti progressiste-conservateur. Il fut élu en 2010.
 Canada : Pabineau fait partie de la circonscription d'Acadie-Bathurst. Cette circonscription est représentée à la Chambre des communes du Canada par Yvon Godin, du NPD. Il fut élu lors de l'élection de 1997 contre le député sortant Doug Young, en raison du mécontentement provoqué par une réforme du régime d’assurance-emploi.

## Vivre à Pabineau
Le bureau de poste et le détachement de la Gendarmerie royale du Canada les plus proches sont situés à Bathurst. Cette ville dispose aussi de l'hôpital régional Chaleur et d'un poste d'Ambulance Nouveau-Brunswick.
Les francophones bénéficient du quotidien L'Acadie nouvelle, publié à Caraquet, ainsi qu'à l'hebdomadaire L'Étoile, de Dieppe. Ils ont aussi accès à l'hebdomadaire Hebdo Chaleur, publié à Bathurst. Les anglophones bénéficient des quotidiens Telegraph-Journal, publié à Saint-Jean ainsi que de l'hebdomadaire Northern Light, de Bathurst.

## Culture
Le Pow-wow de Pabineau Falls : Célébration de la culture Micmac (Migmag) en chant, danse et spiritualité. La célébration se tient au début de juillet sur le chemin des chutes Pabineau.